# Романов, Юрий Михайлович
О советском футболисте 1947 года рождения см. статью Романов, Юрий (1947).
Ю́рий Миха́йлович Рома́нов (3 января 1936, Ростов-на-Дону — 27 августа 2008, Одесса) — советский футболист, правый защитник.

## Карьера

### Игрока
Был в составе клубов: «Ростсельмаш» — 1953—1954 гг., московское «Торпедо» — 1955—1957 гг. и ростовский СКА — 1958—1960 гг. Играл за одесский «Черноморец» — 1961—1966 гг.

### Тренера
Работал с командами: «Дунаец» (Измаил) — 1967 г., «Колос» (Татарбунары) — 1967—1968 гг. C 1968 по 1970 годы руководил ДСО «Колос». В 1971—1977 гг. — председатель ДСО «Водник», начальник команды и тренер одесского «Черноморца». В 1977—1978 г. — главный тренер ФК «Заря» (КСП «Дружба»).

## Характеристика
Как игрок помог «Черноморцу» стать чемпионом Украины среди команд класса «Б». А во время его тренерства клуб в 1974 году единственный раз в своей истории стал бронзовым призёром чемпионата СССР.

## После карьеры
В 1979—1986 гг. — директор одесского спорткомплекса «Олимпиец». В 1987—1992 гг. — директор стадиона «Спартак». В 2000—2005 гг. — председатель футбольно-спортивного клуба «Ветеран».